# أيدع تنيني
أيدع تنيني أو دم الخالدات (قياسا على دم الأخوين) أو دم الأخوين أو قاطر جبار أو دم الثعبان أو دم الغزال أو دم التنين أو أو الشيَّان أو الشيَّانة أو عرق الحمرة (الاسم العلمي: Dracaena draco) هي نوع من النباتات المائية تتبع جنس الدراسينا من الفصيلة الهليونية. وهي نبات شبه استوائي تنتمي إلي جزر الكناري والرأس الأخضر وجزر ماديرا ومحلياً في غرب المغرب. وأدخلت إلي جزر الأزور. وترمز إلي الطبيعة بجزيرة تنريف(تنتمي إلي جزر الكناري أسبانيا) والمغرب بجبال الأطلس الكبير حيث محمية الأيدع (Aire du Dragonnier Ajgal)  إلى جانب طائر حسون الظالم.

## وصف
هو ينمو عادة كنبات أحادي الفلقة وينتمي حالياً عائلة الهليون.